# Compsobata nigricornis
Compsobata nigricornis är en tvåvingeart som först beskrevs av Zetterstedt 1838.  Compsobata nigricornis ingår i släktet Compsobata och familjen skridflugor. Inga underarter finns listade i Catalogue of Life.

## Bildgalleri

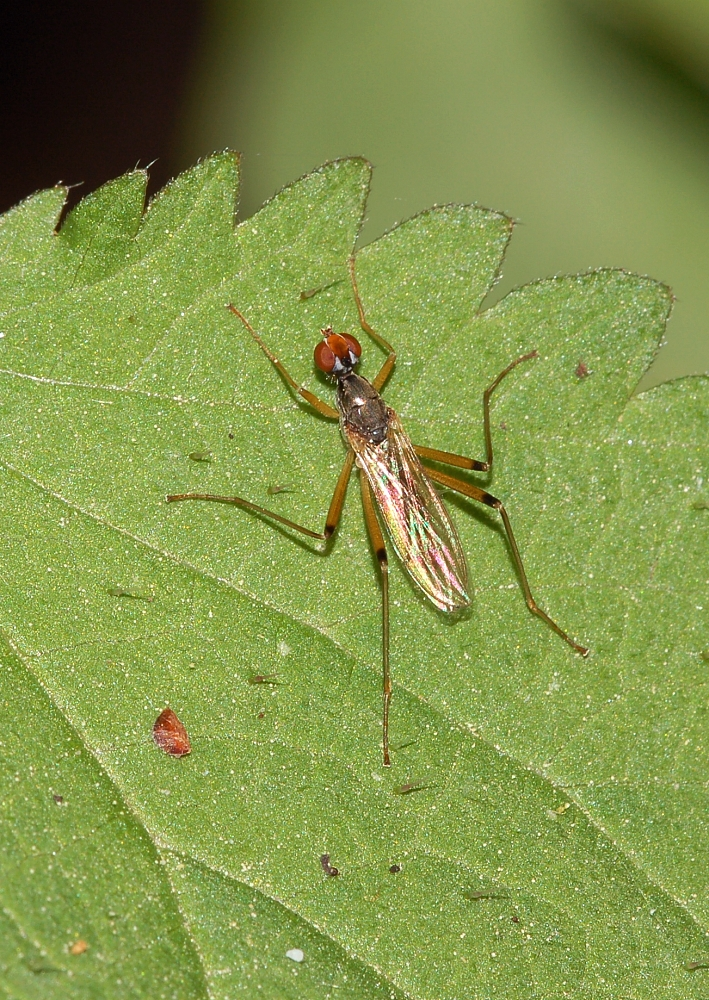